# Amphiprion barberi
Pour les articles homonymes, voir Barberi.
Espèce
Amphiprion barberi est une espèce de poissons osseux de la famille des pomacentridés. Il est présent dans les récifs coralliens des îles Fidji, Tonga et Samoa. Cette espèce mesure jusqu'à 9 cm.